# Rosenburg (Müllheim)
Die Rosenburg ist eine abgegangene Burg bei der Stadt Müllheim im Markgräflerland im Landkreis Breisgau-Hochschwarzwald in Baden-Württemberg.
Die Burg wurde 1439 erwähnt und im 19. Jahrhundert abgetragen. Von der nicht mehr lokalisierbaren Burganlage ist nichts erhalten.
An die Burg erinnert heute in der Stadt noch die nach ihr benannte Rosenburgschule zwischen Mühlenstraße, Schlösslehohle und Südtangente (Koordinaten NS=47.80707, EW=7.618656).